# Girto
Girto (em latim: Girthus ou Gyrthus; em inglês antigo: Gyrð Godƿinson; c. 1032 – 14 de outubro de 1066) foi o quarto filho do conde Goduíno, e, portanto, um irmão mais novo de Haroldo II de Inglaterra. Foi com seu irmão mais velho Sueno para o exílio no Flandres em 1051, mas ao contrário de Sueno ele foi capaz de voltar com o resto do clã no ano seguinte. Junto com seus irmãos Haroldo e Tostigo, Girto esteve presente no leito de morte de seu pai.
Após a morte de seu pai, em abril de 1053, os Goduínos conseguiram manter seu domínio sobre a Inglaterra. Haroldo herdou o condado de Wessex e se tornou o segundo no poder atrás apenas do rei. Girto foi feito Conde da Ânglia Oriental, Cambridgeshire e Oxfordshire em algum momento entre 1055 e 1057. Juntamente com seu irmão Leofivino os condados de Kent, Essex, Middlesex, Hertford, Surrey e provavelmente Buckinghamshire os Goduínos agora controlavam a totalidade do Inglaterra Oriental.
De acordo com Orderico Vital e Guilherme de Malmesbúria, ele tentou (inutilmente) evitar Haroldo de se envolvesse na batalha de Guilherme da Normandia, dizendo que em vez poderia levar as forças inglesas e incitando seu irmão a não quebrar o juramento que havia feito com Guilherme confirmando sucessão deste último. Haroldo, no entanto, ignorou o conselho de Girto. Ele lutou e foi morto na Batalha de Hastings ao lado de seus irmãos Haroldo e Leofivino.
Girto foi retratado pelo ator Malcolm Webster na peça televisiva em duas partes Conquest (1966) da BBC, parte da série Theatre 625.